# Akershus (vesting)

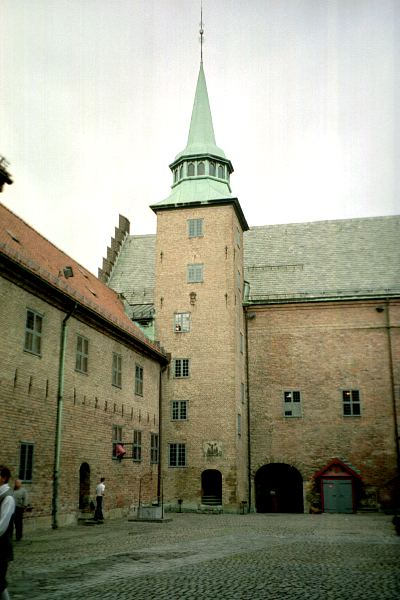
Akershus

Akershus (Noors: Akershus slott og festning, Nederlands: Kasteel en vesting Akershus) is een kasteel dat eind 13e eeuw gebouwd werd om Oslo, de hoofdstad van Noorwegen, te beschermen.
De bouw van Akershus werd waarschijnlijk rond 1290 door koning Håkon V begonnen. Hiermee verving het Tønsberg als een van de twee belangrijkste kastelen in die tijd (het andere kasteel was Båhus). Het kasteel werd gebouwd in reactie op eerdere aanvallen op Oslo door de Noorse edelman Graaf Alv Erlingsson van Sarpsborg.
De vesting heeft alle belegeringen, die hoofdzakelijk vanuit Zweden kwamen, met succes doorstaan. De eerste keer was in 1308, toen het werd aangevallen door de Zweedse hertog Erik van Södermanland. Vanwege de directe nabijheid van de Oslofjord vervulde het kasteel een belangrijke rol voor de Noorse marine en voor de handel, die in die periode met name via zee verliep. Het kasteel was strategisch erg belangrijk voor de stad en voor Noorwegen. Diegene die het kasteel in handen had, regeerde over Noorwegen.
Begin 16de eeuw werd de vesting onder koning Christian IV gemoderniseerd en tot een renaissance-kasteel verbouwd.
In 1940 kwam het kasteel zonder slag of stoot in handen van de Duitse bezetter. Gedurende de Tweede Wereldoorlog werden verschillende mensen in het kasteel geëxecuteerd. Na de oorlog werden er acht Noren, die voor oorlogsmisdaden waren veroordeeld, ter dood veroordeeld en ook in het kasteel geëxecuteerd. Onder de geëxecuteerden bevond zich Vidkun Quisling.
Het kasteel is nog steeds militair terrein, maar is dagelijks opengesteld voor het publiek. In het kasteel zijn het Noors Strijdkrachtenmuseum en het Verzetsmuseum gevestigd.
Diverse leden van het Noors koninklijk huis zijn begraven in koninklijke mausoleum in het kasteel. Onder hen zijn:
- Koning Haakon VII (1872-1957)
- Koningin Maud (1869-1938)
- Koning Olav V (1903-1991)
- Kroonprinses Märtha (1901-1954)